# Nelly Furtado
Nelly Kim Furtado (přechýleně Furtadoová; * 2. prosince 1978, Victoria, Kanada) je kanadská zpěvačka, textařka, instrumentalistka, hudební producentka a příležitostná herečka. První velký úspěch zaznamenala v roce 2000 s albem Whoa, Nelly!, za které obdržela i cenu Grammy díky songu I'm Like a Bird. Po narození dcery v roce 2002 se vrátila na hudební scénu s albem Folklore, kde hlavní pozornost vzbudil singl Força (často psáno nesprávně Forca), který byl oficiální hymnou k mistrovství Evropy ve fotbale 2004 v Portugalsku. V létě 2006 vydala své třetí album nazvané Loose, na kterém jsou i velmi úspěšné hity Maneater nebo Promiscuous.
Známa je hlavně svým experimentováním s různými hudebními nástroji, díky němuž na svých albech představuje rozmanitou hudbu a míchání různých stylů a kultur.

## Život

### Dětství
Narodila se ve městě Victoria a pochází ze tří dětí. Dětství prožila ve Victorii (Britská Kolumbie, Kanada). Její rodiče Maria Manuela a Antonio Jose Furtado pocházejí z Azorských ostrovů (Portugalska). Jméno dostala po sovětské gymnastce Nelli Kimové.
Její rodiče emigrovali z Portugalska do Kanady na konci 60. let. Rodiči byla společně se sourozenci vedena ke vztahu k oběma kulturám, a proto umí i výborně portugalsky.
Toto mísení kultur od dětství na ni mělo vliv, první písničky, které skládala, byly vesměs dvojjazyčné. Později se ve škole začala učit i španělsky a hindsky.
Jelikož její rodiče neměli mnoho peněz, chodila od mladých let do práce, se svou matkou pracovala jako pokojská, později dostala místo hospodyně. Jak později přiznala v jednom rozhovoru, toto ji pomohlo objevit své pravé já a navedlo ji na pozitivní cestu.
Poprvé vystupovala v kostele se svou matkou při oslavách portugalského dne. Když jí bylo devět, začala se učit hrát na pozoun a ukulele, později i na kytaru a klávesy.
Ve dvanácti letech začala hrát ve své první skupině. Zpívali tehdy portugalsky a texty psala Nelly. V pozdějších letech jí začali hlavně ovlivňovat různí DJové a rappeři. Během návštěvy Toronta v roce 1996 se potkala s kanadskou hip-hopovou kapelou Join to Ranks a to ji nejvíce ovlivnilo. V létě 1996 se dala dohromady s duem Nelstar a Newkirk a společně začali koncertovat. O pár let později se všichni osamostatnili a Nelly nahrála pár demo nahrávek, se kterými začala obcházet hudební vykladatelství, nejvíce pozornosti se těšila ve vykladatelství DreamWorks Records.

### Whoa, Nelly!
K natočení svého debutového alba přizvala producenty Geralda Eatona a Briana Westa, kteří jí pomohli k vydání alba v říjnu 2000. Hlavní úspěch zaznamenaly na tomto albu první tři singly, které se jmenovaly I'm Like a Bird, Turn Off the Light a …on the Radio (Remember the Days). V roce 2002 obdržela 4 nominace na ceny Grammy, nakonec dostala jeden gramofon a to za nejlepší ženskou nahrávku za píseň I'm Like a Bird. Mimoto byla Furtado kritiky chválena za směsici různých zvuků a žánrů. Časopis Slant označil album za „rozkošné a svěží“. Úspěšnou desku završila úspěšným turné, které absolvovala společně s Mobym.

### Folklore
Předtím, než vydala své druhé album, porodila své první dítě, dcerku, která dostala jméno Nevis. Album Folklore vyšlo v listopadu 2003 a hodně songů bylo napsáno ve vzpomínce na bezstarostné dětství, jeden ze songů, Childhood Dreams, věnovala i své malé dcerce. Nejvíce do povědomí posluchačů se vryl song s názvem Força, který zpívá ve své rodné portugalštině a který se stal oficiální hymnou Mistrovství Evropy ve fotbale 2004. Píseň zazpívala i před finále, které se konalo 4. července 2004 v Lisabonu. Dalšími významnými písněmi se staly balada Try nebo pilotní Powerless (Say What You Want).
Album ale nebylo tak úspěšné jako její debut, vina padla na vydavatelství s tím, že jej málo propagovala, proto koncem roku 2005 odešla od nakladatelství DreamWorks ke Geffen Records.

### Loose
Její třetí album vyšlo v červnu 2006 a podařilo se mu navázat úspěch prvního Whoa, Nelly. Zpěvačka se dala do spolupráce s mnoha významnými umělci jako jsou Timbaland nebo Juanes. A podařilo se jí to, co ještě žádnému umělci. V Evropě vydala song s názvem Maneater načež v Americe song, který se jmenoval Promiscuous, a s oběma v jednom týdnu vedla jak hitparádu v Británii, tak v USA.

## Vyznamenání
- komtur Řádu prince Jindřicha – Portugalsko, 11. února 2014

## Diskografie

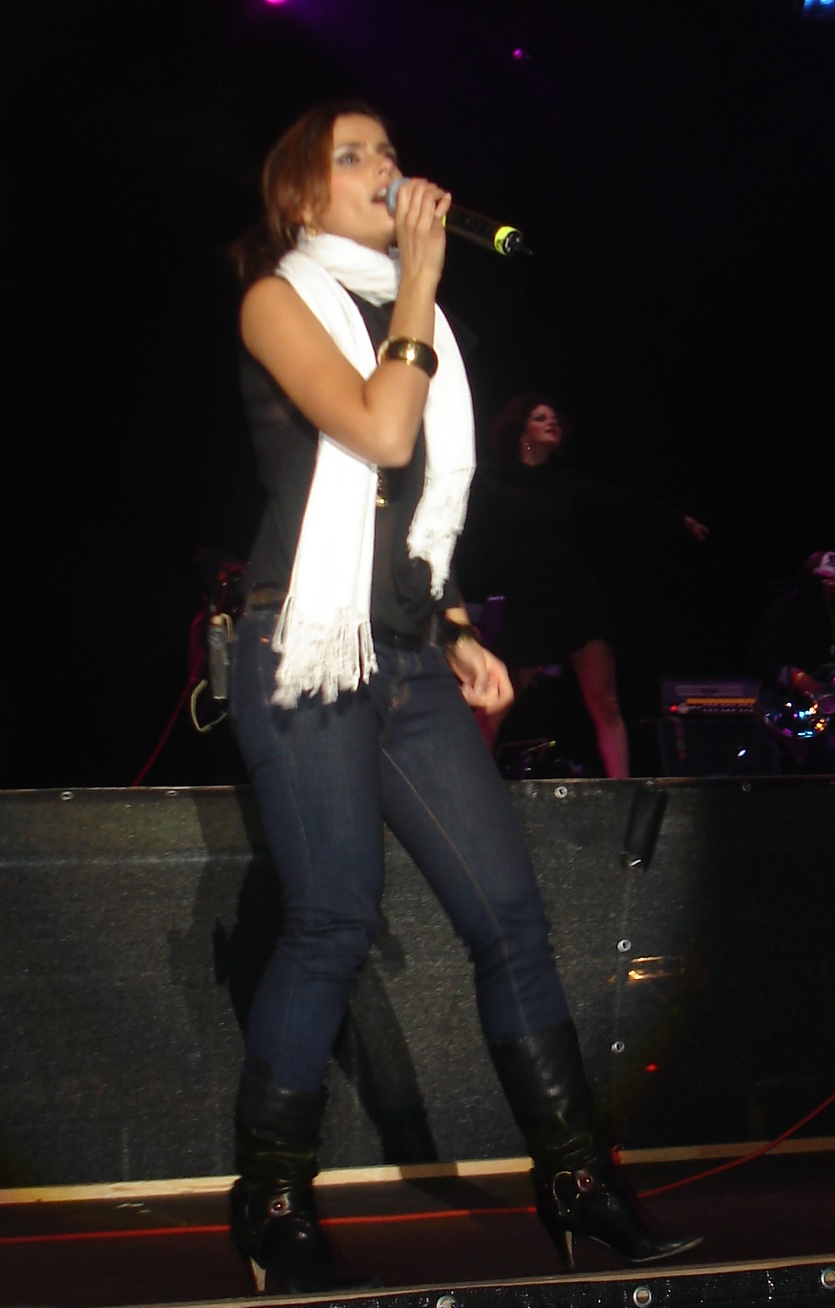
Nelly během vystoupení na Rock am Ring 2006

- Whoa, Nelly! (2000)
- Folklore (2003)
- Loose (2006)
- Mi Plan (2009)
- The Spirit Indestructible (2012)
- The Ride (2017)
- 7 (2024)